# Don’t (песня Элвиса Пресли)
«Don’t» (рус. Не надо) — песня, выпущенная Элвисом Пресли как сингл в начале 1958 года. Авторы песни — Джерри Либер и Майк Столлер, они же были продюсерами оригинальной версии Элвиса.
Песня стала одиннадцатым хитом номер 1 в США в карьере Пресли. Кроме того, в чарте ритм-н-блюзовых синглов того же журнала «Билборд» (теперь Hot R&B/Hip-Hop Songs) сингл достиг 4 места, а в чарте синглов в жанре кантри (теперь Hot Country Songs) — 2 места.
По данным журнала «Билборд», песня была 3-й по популярности песней в 1958 году (3 место в итоговом годовом чарте журнала).

## Чарты
| Чарт (1958)                         | Наив. поз. |
| ----------------------------------- | ---------- |
| США (Billboard Hot 100)             | 1          |
| США (Billboard Hot Country Singles) | 2          |
| США (Billboard Hot R&B Singles)     | 4          |